# Vogeltown (Wellington)
Vogeltown  est une banlieue à flanc de colline de la ville de Wellington, dans l’Île du Nord de la Nouvelle-Zélande.

## Situation
Elle siège sur les pentes est de la ville Brooklyn et dominant la ville de  Newtown.
Elle est parfois considérée comme une partie de la ville de Mornington.

## Population
Lors du recensement de la population de 2013 en Nouvelle-Zélande la population de la ville était de 2 004 habitants pour la localité de Vogeltown

## Histoire
A la fin de la période Maori, une partie du secteur maintenant occupé par Vogeltown et l’est de Brooklyn, furent utilisés pour les cultures par l’hapu (sous-tribu) Te Aro  des  Te Atiawa, qui était la tribu dominante de la région.
A la période européenne, le secteur fut connu comme la zone de culture et de contrôle de « Omaroro » mais la dominance resta liée aux Te Aro.
L’aire primaire utilisé pour les cultures fut localisé au nord de ‘Pearce Street’ sur ce qui est maintenant une partie de la Ceinture de la ville de Wellington (en) et cette zone est protégée dans le cadre du « Town Belt Management Plan » et le « Wellington District Plan ».
Il n’y a aucun rapport de l’aliénation de la terre à partir du propriétaire original jusqu’à la date du 25 mars 1859, quand le peuple Te Aro, conduite par Mohi Ngaponga loua la section, à un certain John H E Wright pour 14 ans a raison de 30 £ par an.
A la fin de la location en 1873, Wright acheta la propriété pour 700 £.
Cette terre a depuis été développée pour constituer la banlieue de Vogeltown.
A la deuxième revue du conseil des limites de la banlieue au début du XXIe siècle, Vogeltown a été pratiquement complètement absorbée par les banlieues adjacentes.

## Toponymie
Le nom de Vogeltown dérive de celui de Sir Julius Vogel, auteur, entrepreneur, et premier ministre de la Nouvelle-Zélande à partir de avril 1873 et jusqu’en juillet 1875.
En 1867, Vogel épousa Mary Clayton, la fille de l’architecte Sir William Clayton (en), qui fit don au couple de la maison de « Finnimore House ».
Cette maison est toujours située au coin de ‘Finnimore Terrace’ et de ‘Dransfield Road’, au-delà du sommet de ‘Hutchison Road’ dans la ville de Vogeltown.
Le domaine a depuis été subdivisé plusieurs fois.
De nombreuses maisons construites dans Vogeltown datent des années 1920.